# Yablochko
"Yablochko" (em russo:  Яблoчко; pequena maçã ou maçãzinha) é uma canção folclórica do tipo chastushka [en] popular entre os soldados revolucionários durante a Guerra Civil Russa, bem como uma dança de marinheiros executada ao som de sua melodia. Conhecida por suas numerosas versões de letras do período da Guerra Civil, era cantada pelo Exército Vermelho, Exército Branco, soldados do Exército Verde, anarquistas, entre muitos outros. Com o tempo, "Yablochko" tornou-se uma espécie de hino dos marinheiros, embora tenha evoluído de uma canção de marinheiros para uma dança de marinheiros.
Durante os anos da revolução e da Guerra Civil, a poesia revolucionária popular entre os marinheiros ganhou grande popularidade. Eram, acima de tudo, versos no estilo chastushka, que podiam ser cantados ao som de uma garmoshka [en] (um tipo de gaita-ponto russa). Dessa forma, a simplicidade desse estilo facilita a adaptação, onde a substituição de uma ou duas palavras pode mudar radicalmente a orientação política da obra como um todo.

## História

### Dança
"Yablochko" é uma dança urbana russa da década de 1910, caracterizada por sua marcante originalidade melódica. O ritmo é moderadamente rápido. É uma dança de marinheiros animada e descontraída, executada individualmente ou em grupo, acompanhada por chastushkas. A dança é caracterizada por movimentos típicos das danças russas, como a prisiadka (agachamentos), a khlopushka (batidas de palmas) e passos rápidos semelhantes ao sapateado. Assim como a "Tsyganochka [en]" (dança cigana), é um raro exemplo de um tema de dança russa em tom menor. Acredita-se que a dança "Yablochko" tenha se originado como uma síntese da dança anglo-irlandesa hornpipe [en] e da dança folclórica russa "Barynya [en]".
Desde o final do século XIX, o hornpipe, a dança de marinheiros inglesa, tornou-se popular entre os marinheiros russos. Originalmente, essa dança não tinha relação direta com o mar, mas, até o início do século XVIII, havia se tornado popular entre os marinheiros. Posteriormente, a dança apareceu nos palcos dos cafés-concertos [fr] sob o nome "matlot" (em francês:  matelot; "marinheiro"). Seus intérpretes, e às vezes intérpretes femininas travestis, incluíam em suas performances elementos obrigatórios como "puxar a corda", "subir no mastro", "balanço" de um pé para o outro, imitando o movimento do mar, entre outros. Nos anos pós-revolucionários, o matlot ganhou popularidade nacional, mudando seu nome para um termo puramente russo: A “pequena maçã” do marinheiro (em russo:  Яблочко, transl. yáblochko), em referência à canção homônima que era cantada por toda a Rússia: "Эх, яблочко! Да куда котишься?" (Ah, pequena maçã! Para onde você está rolando?), tornou-se, assim, um símbolo do marinheiro revolucionário. O principal são as batidas rítmicas e o sapateado. Os principais elementos tornam-se as batidas rítmicas e os movimentos dos pés — o chechotka (sapateado). A maneira de dançar muda drasticamente, tornando-se mais enérgica e expansiva. A dança é realizada em um lugar fixo, com as mãos atrás das costas.

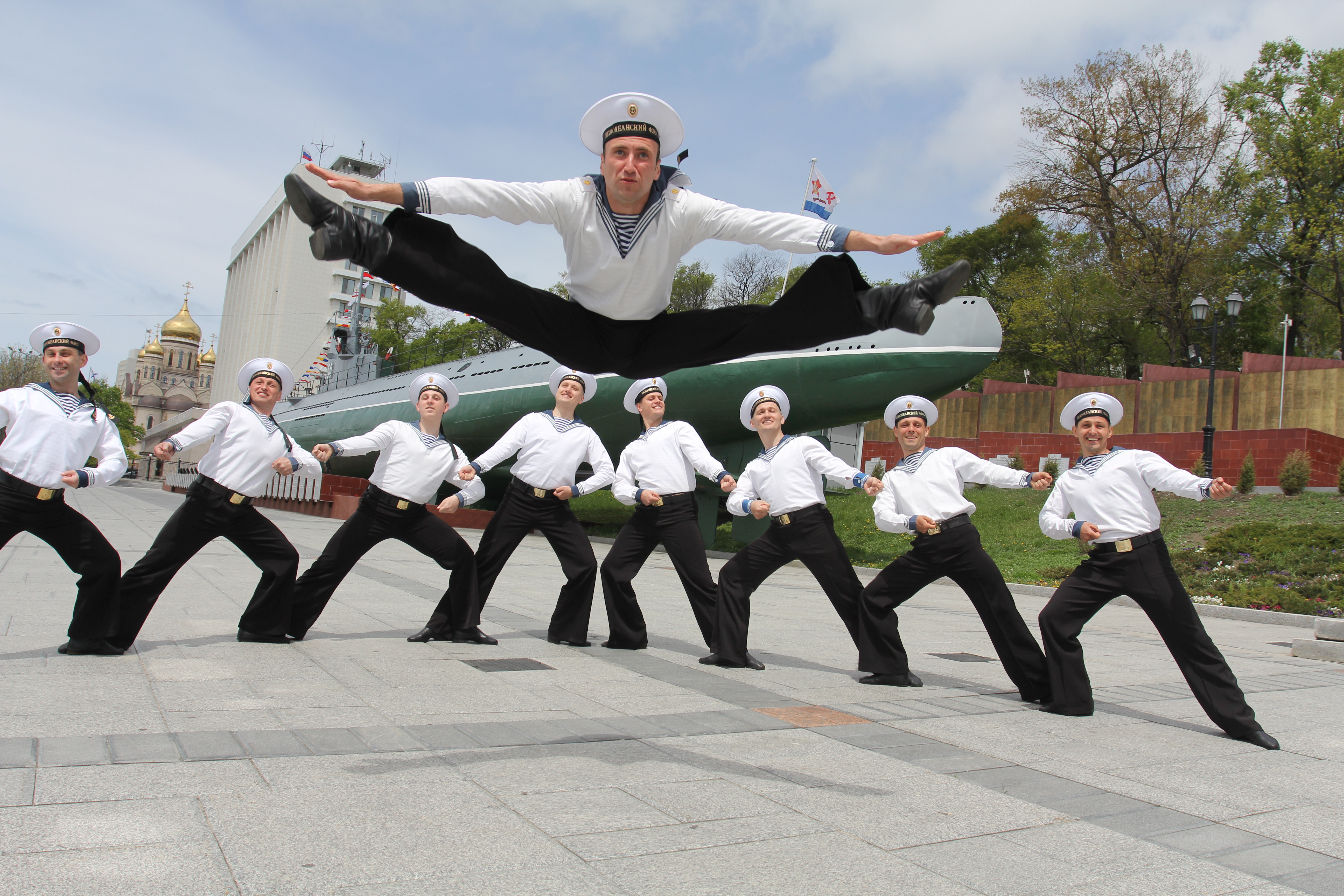
Grupo artístico profissional apresentando a dança "Yablochko" em 2020

Uma dança de marinheiros militares chamada "Yablochko" foi incluída em uma produção de balé com música de Reinhold Glière, conhecida como "The Red Flower", que aconteceu em 1927. O cenário do Teatro Bolshoi deu à dança "Yablochko" uma nova vida no palco profissional. Durante a Grande Guerra Patriótica, danças de temática militar e danças folclóricas eram especialmente populares nas unidades militares. Cada unidade militar tinha sua própria equipe e quase cada equipe tinha sua própria "Yablochko". Hoje, a dança "Yablochko" é um número em composições teatrais e no repertório de grupos profissionais e amadores.
Na dança, todos os movimentos são realizados em 8 a 16 compassos, e a melodia é estruturada em um quadrado musical especial. O tempo da dança pode variar de lento a muito rápido. O "Yablochko" começa com uma saída lenta dos marinheiros, com gestos amplos das mãos. Os dançarinos se alinham, colocando as mãos nos ombros uns dos outros, enquanto fazem passos muito rápidos com os pés e batem os pés no chão. Com o tempo, o ritmo aumenta e aqui os dançarinos mostram sua técnica. onde um dos dançarinos executa um movimento, e o outro deve repeti-lo, seguido de sua própria "kolenko" (коленце; movimento), que o primeiro dançarino deve então repetir.

### Melodia e do texto
Há uma versão que sugere que o precursor da melodia principal é um dança inglesa chamada hornpipe, que serviu de modelo para a dança "Yablochko".
Há também uma versão de que a melodia se originou na Frota do Mar Negro do Império Russo, onde a maioria dos ucranianos servia, com base em um refrão de uma canção folclórica ucraniana:
| Ой, яблучко, Куди ж котишся? Пусти, мати на вулицю, Гулять хочеться! | Oh, pequena maçã, Para onde você está rolando? Deixe-me sair, mãe Eu quero dar uma volta! |
|                                                                      |                                                                                           |

A maioria dos pesquisadores russos defende a versão de que a melodia da dança foi emprestada da animada canção folclórica moldava chamada "Kalach".
As partituras foram publicadas pela primeira vez em Rostóvia em 1916 na editora de Andrei Diederichs sob o título geral "Canções de humor" (em russo:  Песенки настроения), de Nikolai Tagamlitsky. Na contracapa, estava escrito: “Grande sucesso! Canções de rua. Novo gênero" (em russo: Большой успех! Песни улицы. Новый жанр). Em seguida, são listadas canções desse tipo, incluindo "Yabloko". A gravação mais antiga conhecida é um disco fonográfico da Columbia Records (E9054) do final da década de 1920, com a canção interpretada por David Medov.
Durante a Guerra Civil Russa, muitos versos diferentes apareceram na melodia desta música.
O verso mais famoso é:
| Эх, яблочко, Да куда котишься? Ко мне в рот попадёшь — Да не воротишься! | Oh, pequena maçã, Para onde você está rolando? Se cair na minha boca — Não vai voltar! |
|                                                                          |                                                                                        |